# محمد نور فارسي
محمد نور فارسي، يعتبر من قادة الكشافة في المملكة العربية السعودية.

## إنجازاته
- حصل في عام 1384هـ على الشارة الخشبية من مركز التدريب بجلول بارك في لندن، وبذلك كان أول قائد كشفي سعودي يحصل على تلك الشارة.
- حصل على أول رحلة خارجية فردية لقائد كشفي سعودي في عام 1384هـ حيث سافر إلى لندن للاشتراك في إحدى دورات الشارة الخشبية، والتي تُقام في المركز الدولي؛ فكانت الرحلة الكشفية الأولى إلى العالم والتي نال فيها الشارة الخشبية الدولية الأولى في السعودية
- يعد الفارسي أول من رفع علم المملكة العربية السعودية في معسكر جلول الدولي للكشافة، حيث استعاره من السفارة السعودية بلندن، فكان أول قائد من مكة المكرمة يرفع العلم السعودي في معسكر التدريب بلندن
- يعد الفارسي أول من فكر وأقترح على المسؤولين تلوين شوارع منى في موسم الحج
- يعتبر الفارسي أول من فكر في إعداد الحقيبة التدريبية.[1]

## مؤلفاته
أصدر كتاب في عام 1415هـ أطلق عليه الكشافة علم فن مهارة قسمهُ إلى ثمانية فصول:
- الفصل الأول تحدث فيه عن الإسلام والكشفية، وأن الحركة الكشفية تُساعد على تزكية النفس، وواجب الكشافين نحو الله، وأن محمد ﷺ قدوة الكشاف المسلم، والعقائد الدينية في التربية الكشفية كما يرأها بادن باول.
- الفصل الثاني تحدث فيه عن الحقائق التاريخية للحركة الكشفية، والأنشطة الشبابية القديمة في المملكة
- الفصل الثالث تحدث فيه عن دور الكشفية في تهذيب الأطفال، وكلمات بادن باول في المواطنة الصالحة، وواجب الكشافين نحو الوطن، وأثر الكشافة على الأطفال
- الفصل الرابع تحدث فيه عن الطرائف الكشفية ذات المغزى التربوي، وأهمية الواجبات والأوقات والكشاف الصالح، وأهداف ووسائل الحركة الكشفية، والقيم والمعايير في الحركة الكشفية
- الفصل الخامس تحدث فيه عن المعسكرات، وحياة الخلاء، وحياة الكشافين في لمخيمات، وأبرز الألعاب الكشفية
- الفصل السادس يتحدث فيه عن مناهج وبرامج الكشافة ومراحل النمو، وما يتعلمهُ الكشاف من مرحلة الكشافة، وكذلك ما يتعلمهُ الشبل من مرحلة الأشبال
- الفصل السابع يتحدث فيه عن الخدمة العامة في موسم الحج من حيث النشأة والأهداف، وكذلك خلال أزمة الخليج
- الفصل الثامن يتحدث فيه عن مهارة استخدام الحبال، وفن العقد والربطات والدورات، وفن أعمال الريادة في المعسكرات، والمأوى والخيمة والتخييم، والجسور والكباري والأبراج الكشفية، ورسائل موجهة للآباء، والآبناء، والشباب.[2]

## انظر ايضاً
- الكشافة

## وصلات خارجية
- تغطية لمتحف ومقتنيات رائد الكشافة بالمملكة أ.محمد نور فارسي.